# Аугсбурзька ліга
Ауґсбурзька ліга, також Ауґсбурзький альянс, укладена 9 липня 1686 як оборонний союз між імператором Священної Римської імперії Леопольдом I, королем Іспанії Карлом II, королем Шведської імперії Карлом XI, курфюрстом Баварії Максиміліаном II Емануелем і деякими іншими суб'єктами Священної Римської імперії. Після приєднання у 1689 році до союзу Англії, отримала назву Великий альянс.

## Історія
Спочатку Ауґсбурзька ліга була розрахована на три роки і мала на меті створення потужного союзного війська для відбиття територіальних домагань французького короля Луї XIV на області лівого берега Рейну. «Король-Сонце», як його називали, ставши найсильнішим монархом Європи, з 1679 слідував доктрині, відомої як фр. politique des Réunions, політиці приєднання до держави всіх суміжних територій, які коли-небудь були під владою Франції.
Ініціатором створення Ауґсбурзької ліги був Габсбурзький імператор Леопольд I, який через небезпеку нападу турків на східний кордон Священної Римської імперії був змушений відтягнути туди велику частину своїх збройних сил. Союз повинен був поставити заслін французькій експансії на заході імперії. Сторони, які уклали договір, зобов'язалися дотримуватися умов Вестфальського миру, Ніймегенских мирних угод і укладеного 15 серпня 1684 (між Францією і імперією) Реґенсбургського перемир'я. У Реґенсбургзі поряд з мирним договором було також обумовлено, що території та міста, анексовані Францією, залишаються в її розпорядженні строком на 20 років.
Цей союз доповнював раніше укладений між Леопольдом I і Бранденбурзьким Великим курфюрстом Фрідріхом Вільгельмом пакт про взаємну допомогу від 22 березня 1686. У 1689 році ліга була розширена за рахунок вступу в її члени Англії та Нідерландів — і особисто Вільгельма Оранського, після чого вона була названа «Великим віденським альянсом».
Необхідність створення Ауґсбурзької ліги проявилася також тоді, коли Людовик XIV, не беручи до уваги статтю шлюбного договору своєї невістки Лізелотти Пфальцької — герцогині Орлеанської, у якій вона відмовлялася від спадщини по лінії своїх предків, після смерті бездітного Пфальцького курфюрста Карла II висловив свої претензії на Пфальц. Це призвело у 1688 році до дев'ятирічної війни (відомої як війна за Пфальцьку спадщину). Однак після укладення  Рейсвейкського мирного договору 1697 року цей інцидент було вичерпано.